# شیخ حسن کوچک
شیخ حسن بن تیمورتاش بن چوپان ملقب به شیخ حسن کوچک و شیخ حسن چوپانی (زادهٔ ۱۳۱۷ میلادی / ۷۱۷ هجری — درگذشتهٔ ۱۳۴۳ میلادی / ۷۴۴ هجری) پسر نخست تیمورتاش، برادر بزرگ‌تر ملک اشرف چوپانی و نخستین فرمانروا از دودمان چوپانیان است. او از سال ۱۳۳۸ تا سال ۱۳۴۳ میلادی و به مدت ۵ سال بر شمال‌غرب و غرب ایران و سرزمین‌های مجاور حکومت کرد. شیخ حسن و ملک اشرف هردو نایب‌السلطنه بودند؛ ولی هم سلطان (که باید منسوب به چنگیزخان می‌شد) و هم وزرا را خودشان انتخاب می‌کردند.
شیخ حسن چوپانی فرمانروایی کاربلد، دارای جسارت و دلاوری و در عین حال، بی‌رحم، خونریز و مکار بود که به هیچ‌کس اعتماد نداشت. او نهایتاً در ۱۵ دسامبر سال ۱۳۴۳ میلادی (۲۷ رجب سال ۷۴۴ هجری) به دست همسرش عزت ملک کشته شد.

## مسجد استاد و شاگرد
مسجد استاد و شاگرد (سلیمانیه / علائیه) تنها اثر به‌جای مانده از دوران چوپانیان است. این مسجد در سال ۱۳۴۱ میلادی (۷۴۲ هجری) به دستور شیخ حسن چوپانی ساخته شد و به افتخار پادشاه‌خوانده‌اش سلیمان، مسجد سلیمانیه خوانده شد. چون عبدالله صیرفی به همراه شاگردش مسئول کتابت کتیبهٔ این مسجد بودند، بعدها مردم تبریز به دلیل نفرت از حکومت چوپانی، این مسجد را استاد و شاگرد خواندند.